# Crocifisso n. 20
Il Crocifisso n. 20 è una croce sagomata e dipinta a tempera e oro su pergamena applicata alla tavola (297x234 cm) del Maestro bizantino del Crocifisso di Pisa, databile al 1210 circa e conservata nel Museo nazionale di San Matteo a Pisa.

## Storia
L'opera è nota per essere tra i più antichi esempi (il primo in una croce sagomata e dipinta) di Christus patiens nel mondo occidentale, cioè di Cristo morto o in agonia sulla croce, iconografia che si afferma in area bizantina a partire dal X secolo. La croce pisana è tradizionalmente attribuita ad un maestro di provenienza bizantina, ma si ignora se sia stata eseguita a Pisa direttamente o in patria, e spedita poi con le navi pisane.
Proviene dal monastero di San Matteo, ma non è documentato se fosse effettivamente stata commissionata per la sua chiesa, anche se è verosimile poiché ai primi del Duecento stava subendo un ampliamento, solo in parte completato.
Lo stesso monastero fu poi trasformato in museo, ma il crocifisso non vi pervenne in maniera diretta. Tra il 1810 e il 1837 infatti, dopo la soppressione del cenobio, era stato trasferito nella cappella Dal Pozzo nel Camposanto monumentale per volontà dell'allora direttore Carlo Lasinio.

### Storia critica
Vastissimo è l'apparato critico legato a questa opera. Tra i primi contributi quello del Da Morrona, che nel 1793 la credeva opera di Giunta, seguito da Ciampi (1810) che l'anticipò al XII secolo, come confermò anche Cavalcaselle (1864). Grassi (1837) e Nistri (1852) riportarono l'interessante tradizione che voleva l'opera fatta dal mitico pittore greco Apollonio, attivo in Toscana nel Duecento, riprendendo uno spunto di Vasari.
Già nel 1839 Rosini parlò di un maestro bizantino, con datazione non oltre il 1210. Lazarev (1936) parlò di un raffinato miniaturista dell'epoca dei Comneni, mentre Valvalà (1929), pur riconoscendo la raffinatezza del gusto calligrafico, espresse dei dubbi sulla formazione bizantina dell'autore. Pietro Toesca (1927) trovò invece l'opera non esente da schematizzazioni e una "certa legnosità" desueta per i pittori greci, e pure Roberto Longhi (1948) era incerto se si trattasse di "un soffio di vita nuova" o di una "diminuzione artigianesca dell'antico modello d'Oriente".
Carli comunque (1974) e la critica più recente hanno ribadito come l'opera sia un capolavoro del Medioevo italiano, capace di condensare influssi ben più vasti degli altri crocifissi pisani coevi.

## Descrizione e stile

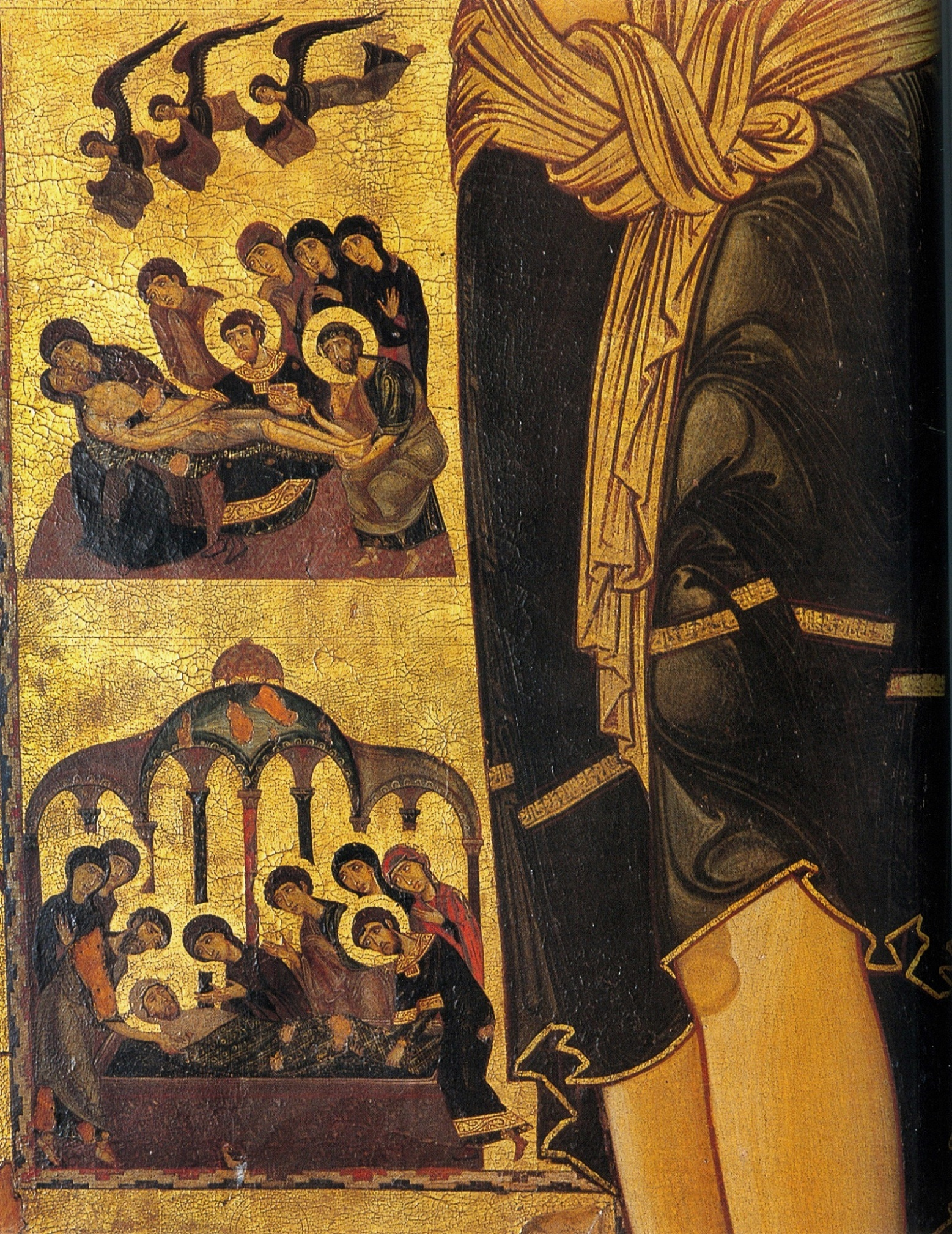
Storie laterali (Deposizione, Compianto)

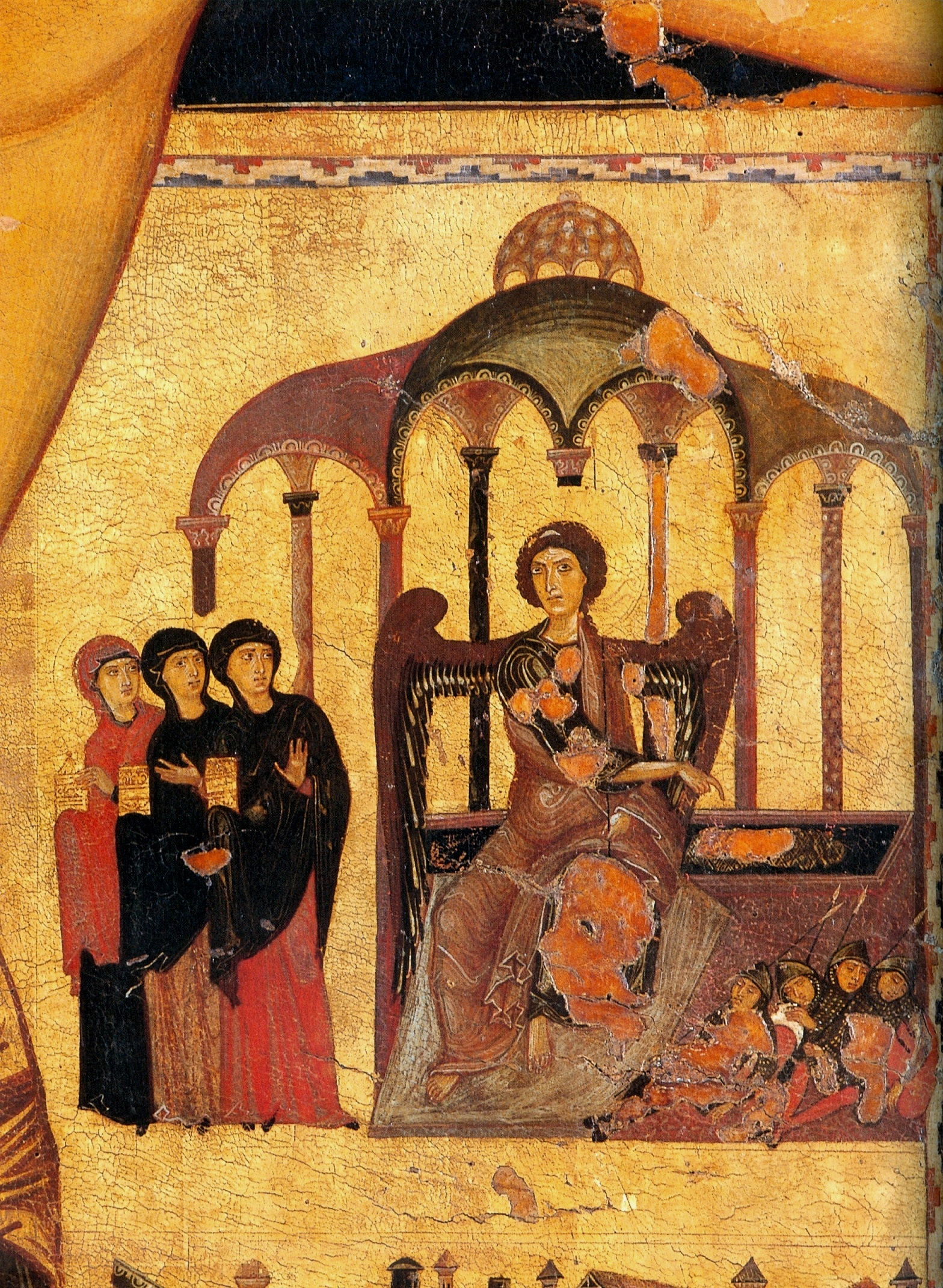
Pie donne al sepolcro

L'ampia diffusione che nei decenni successivi del XIII secolo ebbe in Italia questa iconografia, con maggiore accentuazione della sofferenza di Cristo sulla croce rispetto all'iniziale modello bizantino, è legata alle istanze degli ordini mendicanti che nel sottolineare il lato umano di Cristo, nei suoi effetti patetici e commoventi, ispiravano una nuova forma di devozione e preghiera per i fedeli.
E invero, alcuni autori, per evidenziare questa evoluzione propongono di definire l'originario modello orientale come Christus dormiens (Cristo in attesa della resurrezione, caratterizzato dall'espressione serena), definendo propriamente patiens ("sofferente") la successiva drammatizzazione centro-italiana, legata all'affermarsi dei nuovi ordini religiosi. Il successo di questa iconografia fu tale che nel giro di pochi decenni sostituì completamente la vecchia tradizione del Christus triumphans, dove Gesù era rappresentato vivo sulla croce con gli occhi aperti, trionfante sulla morte e con una regalità aliena da sentimenti di dolore.
Nel Crocifisso n. 20 compaiono gli elementi del Christus patiens: il Cristo ha il capo reclinato a sinistra e gli occhi chiusi; un fiotto di sangue esce dalla ferita sul costato. Ancora il corpo di Cristo non è inarcato, come nei successivi crocifissi di Giunta Pisano e di Cimabue.
L'anatomia è ancora schematica, con un'indicazione molto generica del petto e dell'addome contratto; dolce è il declinare della testa a sinistra, coi capelli e la barba dipinti morbidamente. Notevole è poi il perizoma di Cristo che cade in pieghette che creano prismi lungo il dorso e sta fermata da un nodo raffinatissimo in vita, che ricorda gli intrecci a margine delle pagine miniate.
Al termine dei bracci della croce sono presenti:
- la cimasa (in alto) con il Trionfo di Cristo Pantocratore tra angeli, appena sopra l'INRI per esteso
- i due tabelloni ai bracci laterali, con le Pie Donne e san Giovanni a figura intera
- il soppedaneo in basso, con la Discesa agli inferi.

Ai fianchi del corpo di Cristo sono inoltre rappresentate entro due riquadri allungati le Scene della Passione, scelte per confacersi meglio alla nuova iconografia, e rappresentati con chiari intenti didattici, secondo composizioni facilmente leggibili che formavano una biblia pauperum: a sinistra Deposizione, Compianto e Sepoltura di Cristo; a destra Pie donne al sepolcro, Incontro e cena in Emmaus e Ascensione. Come per guidare l'occhio dello spettatore nella corretta lettura dall'alto al basso, da sinistra a destra, il tempietto che fa da sfondo alla Deposizione viene ripetuto, come a segnare l'accapo, nella scena delle Pie donne al sepolcro.
Le singole storie mostrano scelte iconografiche legate all'arte durante la dinastia dei Comneni (seconda metà del XII secolo), con un gusto amante degli sfondi ornati, e una rappresentazione composta del dolore, a cui fa fronte però una vivace rappresentazione degli eventi, resa eloquente da gesti e schieramenti dei personaggi.
Pure la tavolozza smorzata, diversa da quella brillante delle croci pisane del XII secolo orienta l'ambito di produzione più sul versante greco-bizantino, che latino-occidentale.
È probabile che però questo anonimo artista di formazione orientale lavorasse direttamente a Pisa, come farebbe pensare la dislocazione delle scene laterali, simile ad esempio a altri esemplari prodotti in città come la Croce della chiesa del Santo Sepolcro: l'opera venne quindi realizzata adattandosi alle richieste della committenza locale. Dopotutto la presenza di artisti greci in città è ben documentata, ad esempio tra gli artefici degli architravi settentrionale e orientale del battistero, e in quello del portale della chiesa di San Michele degli Scalzi, che è datato 1204, lo stesso anno del sacco di Costantinopoli da parte dei crociati.
Singolare è poi la tecnica esecutiva della pergamena applicata su tavola, che ha un solo caso analogo nell'area, un nimbo che è l'unico resto di una croce già nella chiesa di Santa Cecilia e oggi nel museo di San Matteo. Tale tecnica si trova anche, al di fuori della Toscana, nella Croce di Alberto Sotio nel Duomo di Spoleto, datata 1187.